# Geneticky modifikované plodiny v Číně
Geneticky modifikované plodiny (také GM plodiny) jsou rostliny, jejichž původní genetický materiál byl změněn metodami genového inženýrství. Čínská lidová republika je největším dovozcem geneticky modifikovaných plodin na světě. Její nejvíce dováženou GM plodinou je sója, která je významným krmivem pro hospodářská zvířata. Čínská vláda v posledních letech investuje miliardy dolarů do biotechnologických výzkumů za účelem získání nových variant plodin, které mají vyšší výnosy nebo jsou rezistentní proti škůdcům. V souvislosti s tím v roce 2017 státem vlastněná společnost ChinaChem odkoupila švýcarskou agrochemickou firmu Syngenta za 43 miliard dolarů. V lednu 2020 byly společnosti ChinaChem a Sinochem sloučeny do nové holdingové společnosti pod názvem Sygenta Group, která se nově stala největší agrochemickou společností na světě.

## Pěstované GM plodiny
Čína v současné době komerčně produkuje GM varianty bavlny, papáji, petúnií, topolů, rajčat a sladké papriky. Mezi lety 1993 a 1998 byl na území Číny pěstován také GM tabák, jehož schválení bylo později zrušeno. Nejvíce pěstovanou GM plodinou v Číně je bavlník. Jeho geneticky modifikovaná varianta, která je rezistentní proti škůdcům, přinesla v roce 2015 10% nárůst úrody a snížila používání insekticidů o 60 %. Tento GM bavlník je nejvíce pěstovaný v autonomní oblasti Sin-ťiang, která ročně produkuje zhruba 60 % veškeré bavlny vypěstované v Číně.
V roce 1978 si Čína v rámci projektu Velká zelená zeď dala za úkol zastavit rozšiřování pouště Gobi. Při postupném zalesňování oblasti obepínající Vnitřní Mongolsko musela Čína bojovat s řadou škůdců, kteří způsobovali výraznou defoliaci. Tento problém byl v roce 2002 částečně vyřešen vysazením GM varianty topolu (GM Poplar-12), která je odolná proti škůdcům. Avšak vzhledem k nekontrolovanému šíření GM topolů a míšení s původními druhy se tento krok stal poměrně kontroverzním.
Mezi jedny z největších priorit čínských biotechnologů patří vývoj geneticky modifikované rýže. Ačkoliv vláda v roce 2009 udělila bezpečnostní certifikáty dvěma variantám GM rýže, tak ani jedna doposud nedostala povolení k plošnému komerčnímu pěstování. Hlavním důvodem, proč Čína odkládá komerční pěstování GM rýže, je odpor a nedůvěra čínských obyvatel ke geneticky modifikovaným plodinám. Strach čínské společnosti z GMO byl v roce 2012 posilněn skandálem, kdy byla dětem v rámci výzkumu podávána zlatá rýže. Zlatá rýže je geneticky modifikována tak, aby produkovala beta-karoten, který v lidském těle funguje jako antioxidant a jako prekurzor vitamínu A. Hlavním účelem této zlaté rýže bylo pomoct rozvojovým zemím v boji s nedostatkem vitamínu A. I když se výsledky experimentu zdály být příznivé, tak vyvolaly mediální skandál, protože rodiče dětí nebyli informováni o tom, že rýže, kterou jejich děti konzumovaly, byla geneticky modifikovaná. Čínská vláda následně propustila 3 vysoce postavené úředníky za porušení čínských zákonů a etických předpisů.
V roce 2005 společnost Syngenta vyvinula tzv. „zlatou rýži 2“, která obsahuje až 23krát více karotenoidů v porovnání s původní verzí.

### Vývoj GM plodin v Číně
- 1993 – GM tabák (v roce 1998 bylo z důvodu očekávání nových bezpečnostních regulací pěstování GM tabáku zastaveno)[17]
- 1997 – GM bavlník, GM rajčata, počátek importu GM sóji z USA
- 1998 – GM sladká paprika, GM topol a GM petúnie
- 2006 – GM papája[8]

Mezi další geneticky modifikované plodiny, které čekají na povolení ke komerčnímu pěstování, patří: rýže, kukuřice, sója, brukev řepka olejka a cukrová řepa. Napříč tomu byl od roku 2004 zaznamenán nespočet případů ilegálně pěstované GM rýže (Shanyou 63), GM kukuřice a GM sóji. Přítomnost GM rýže Shanyou 63 byla opakovaně zjištěna i v zásilkách směřujících do Evropy.